# Anthophora alternans
Anthophora alternans är en biart som först beskrevs av Johann Christoph Friedrich Klug 1845. Den ingår i släktet pälsbin och familjen långtungebin. Inga underarter finns listade i Catalogue of Life.

## Beskrivning
Hanar och honor skiljer sig något åt:

### Hanar
Hanen har svart grundfärg, förutom ansiktet, som är helt vitt. Ansiktet har dessutom kort, vit päls medan mellankroppen har blekgrå till gulgrå päls. Första tergiten (ovansidans bakkroppssegment) har blek päls och tergit 2 till 5 svart, slät päls. Tergit 2 till 5 har dessutom ett tämligen brett, vitt band i bakkanterna. Hanen blir mellan 12 och 15 mm lång.

### Honor
Honan har även den svart grundfärg, förutom ansiktet, som är mycket blekt, nästan vitt. Ansiktet har kort, vit till blekgul päls medan mellankroppen med grågul till rödbrun päls. Första tergiten (ovansidans bakkroppssegment) har vit till gul päls. Resten av bakkroppen har svart, slät, dock har tergit 2 till 4 vita hårband i bakkanterna. Tergit 4 har dessutom en mindre del upprätstående, ljusa och svarta hår. Honan blir mellan 13,5 och 15 mm lång.

## Ekologi
Som alla i släktet är arten ett solitärt bi och en skicklig flygare som föredrar torrare klimat. Den flyger mellan april och maj.

## Utbredning
Anthophora alternans förekommer i Egypten, Libyen och Algeriet. Den förefaller inte att vara särskilt vanlig.